# Некрасово (Бокситогорский район)
Некрасово — деревня в Самойловском сельском поселении Бокситогорского района Ленинградской области.

## История
НЕКРАСОВО (МАЛЫЙ СТРУГ) — деревня Стругского общества, прихода Осницкого погоста. 

Крестьянских дворов — 14. Строений — 41, в том числе жилых — 21. Жители занимаются рубкой, возкой и сплавом леса.

Число жителей по семейным спискам 1879 г.: 42 м. п., 51 ж. п.; по приходским сведениям 1879 г.: 31 м. п., 46 ж. п.

В конце XIX — начале XX века деревня административно относилась к Анисимовской волости 5-го земского участка 3-го стана Тихвинского уезда Новгородской губернии.
В начале XX века близ деревни у озера находились «древние могилы».

НЕКРАСОВО (МАЛЫЙ СТРУГ) — деревня Спировского общества, число дворов — 14, число домов — 21, число жителей: 50 м. п., 45 ж. п.; Занятия жителей: земледелие, лесные заработки. Озеро Стругское. (1910 год)

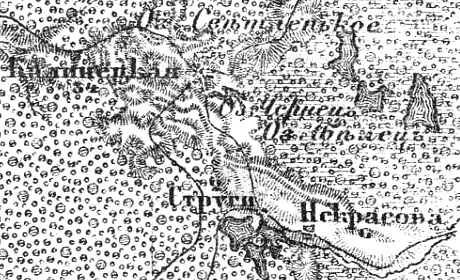
Деревня Некрасово на карте 1913 года

Согласно военно-топографической карте Новгородской губернии издания 1913 года, деревня называлась Некрасова и насчитывала 6 крестьянских дворов.
С 1917 по 1918 год деревня входила в состав Анисимовской волости Тихвинского уезда Новгородской губернии.
С 1918 года, в составе Череповецкой губернии.
С 1927 года, в составе Стругского сельсовета Пикалёвского района.
В 1928 году население деревни составляло 118 человек.
С 1932 года, в составе Хвойнинского района.
По данным 1933 года деревня Некрасово входила в состав Стругского сельсовета Хвойнинского района Ленинградской области.
С 1936 года, в составе Ефимовского района.
С 1952 года, в составе Бокситогорского района.
С 1963 года, вновь в составе Ефимовского района.
С 1965 года вновь в составе Бокситогорского района. В 1965 году население деревни составляло 59 человек.
По данным 1966 года деревня Некрасово также входила в состав Стругского сельсовета.
По данным 1973 и 1990 годов деревня Некрасово входила в состав Анисимовского сельсовета.
В 1997 году в деревне Некрасово Анисимовской волости проживали 7 человек, в 2002 году — также 7 человек (все русские).
В 2007 году в деревне Некрасово Анисимовского СП проживали 5 человек, в 2010 году — 8.
В 2014 году Анисимовское сельское поселение вошло в состав Самойловского сельского поселения Бокситогорского района.

## География
Деревня расположена в юго-западной части района на автодороге Струги — Спирово.
Расстояние до деревни Анисимово — 13 км.
Расстояние до ближайшей железнодорожной станции Пикалёво — 47 км. 
Деревня находится близ левого берега реки Узминка.

## Демография
| 1997 | 2002 | 2007 | 2010 | 2017 |
| ---- | ---- | ---- | ---- | ---- |
| 7    | →7   | ↘5   | ↗8   | →8   |